# Jacqueline Bisset
Winifred Jacqueline Fraser Bisset (*13. září 1944) je britská herečka a modelka.

## Život

### Mládí
Narodila se jako dcera praktického lékaře George Maxwella Frasera Bisseta a právničky Arlette Alexander. Její otec byl skotského a matka anglického a francouzského původu, která na počátku druhé světové války utekla před nacisty do Británie. 
Jacqueline vyrůstala na předměstí Readingu v hrabství Berkshire a vzdělání se jí dostalo na škole Lycée Français Charles de Gaulle v Londýně. Její matka ji naučila mluvit plynně francouzsky a zapsala ji i na lekce baletu. Později, když už se živila jako modelka začala docházet i na lekce herectví. 

### Kariéra

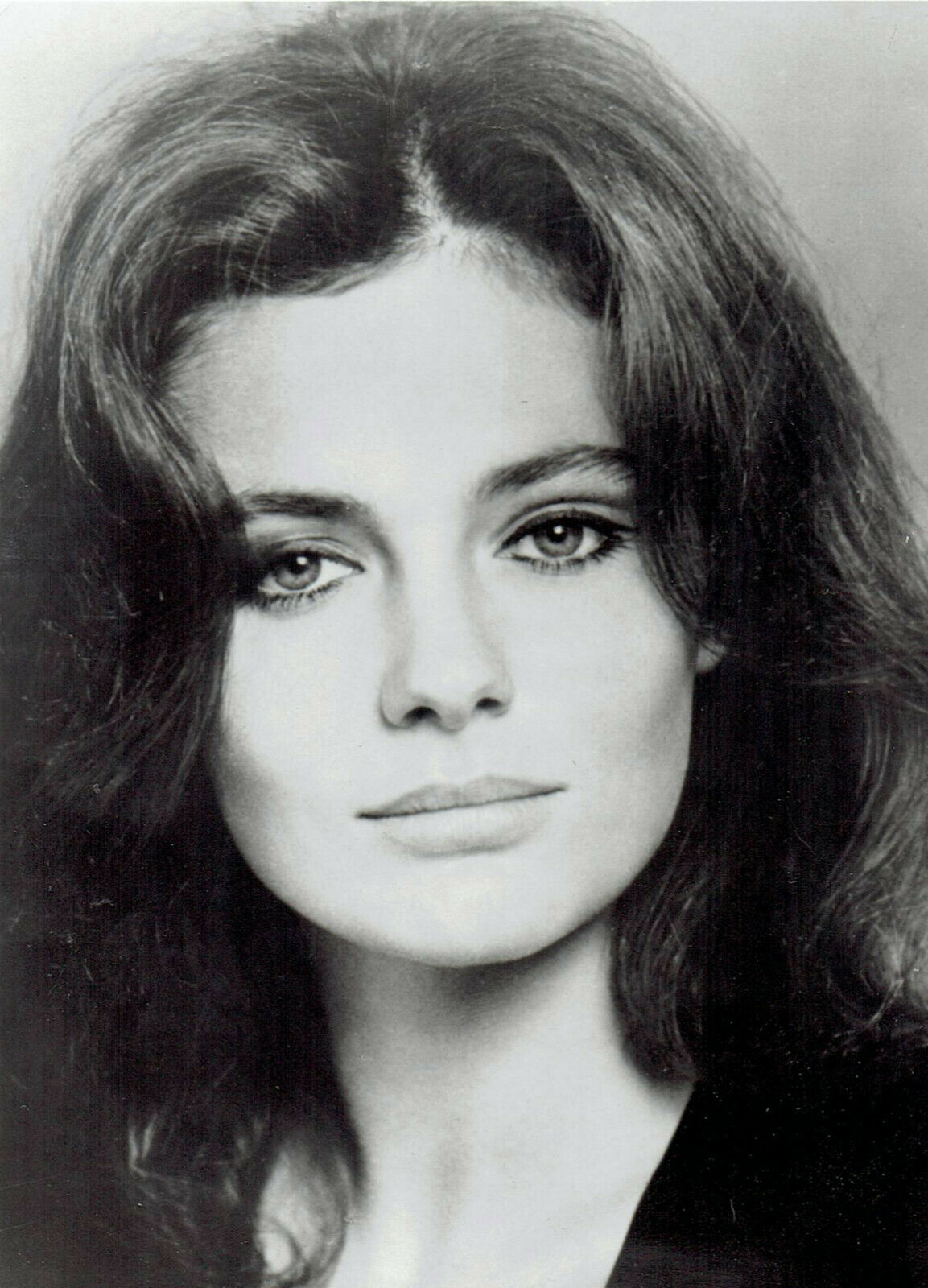
Jacqueline Bisset v roce 1969

Svou první, avšak malou, nezapsanou roli, si zahrála v komedii Fortel, a jak ho získat v roce 1965. O rok později se objevila v další komedii Ve slepé uličce (1966) a svou první výraznější roli dostala následně ve filmu Dva na cestě (1967), kde si zahrála po boku tehdejších hvězd jako Audrey Hepburnové a Alberta Finneyho. Film produkovala společnost 20th Century Fox, se kterou následně uzavřela smlouvu.
Po zbytek dekády se objevila ještě v dalších šesti filmech, mj. v bondovské satiře Casino Royale (1967) či v krimi dramatu Detektiv (1968) po boku Franka Sinatry. Za film The Sweet Ride (1968) získala dokonce nominaci na Zlatý Glóbus pro novou hvězdu roku.
Na počátku 70. let si zahrála i v obrovském hitu Letiště a se svým partnerem Michalem Sazarinem se v roce 1971 objevila v dramatu Believe in Me. O dva roky později odcestovala do Francie, kde se objevila ve filmu Americká noc (1973) a následně si zahrála i po boku J.-P. Belmonda ve filmu Muž z Acapulca.
Po krátkém návratu do Británie a filmu Vražda v Orient expresu (1974) odjela pro změnu do Německa, kde se blýskla v dramatu Soudce a jeho kat (1975). Její cesta po Evropě ji zavedla i do Itálie a nakonec se vrátila i do Hollywoodu, na krimi snímek Nedokončená novela s Charlesem Bronsonem.
Po kasovním trháku Hlubina (1977) získala konečně širokou publicitu a její podvodní scény pouze v bílém tričku pomohly velmi zpopularizovat tzv. „miss mokrých triček“. V té době ji také týdeník Newsweek prohlásil za „nejkrásnější filmovou herečku všech dob“. V Americe byl v té době také znovu vydán snímek Secrets, který byl natočen už v roce 1971 a obsahoval mj. spoustu scén kde Jacqueline vystupuje úplně nahá. Film se stal dalším kasovním trhákem.
Koncem dekády se objevila ještě ve filmech jako Řecký magnát (1978) či Kdo zabíjí nejlepší evropské šéfkuchaře? (1978). Za ten druhý byla dokonce nominována na Zlatý glóbus pro nejlepší herečku v komedii či muzikálu.

Počátkem 80. let její honorář za jediný film činil neskutečný 1 milion dolarů a v kariéře se stále držela vysoko. Do další z jejích nejlepších rolí byla obsazena v roce 1983 do komediálního snímku Třída a za následující drama Ve stínu vulkánu (1984) byla opět nominována na Zlatý glóbus. Do konce dekády natočila ještě dalších sedm filmů a v 90. letech pokračovala natáčením rovnou na několika kontinentech. Ve Francii to byl snímek Pokojská (1990), v Itálii poté  drama Rossini! Rossini! (1991) a dále se objevila i v nizozemské minisérii Hoffman's honger (1993). V témže roce si zahrála také v Australsko-Japonském filmu Obchod se zločinem (1993).
„Dřív jsem byla zvyklá hodně pracovat, ale pak jsem začala cestovat a točit více menších filmů, které jsem točit chtěla. Ty jsem v Americe totiž najít nemohla.“

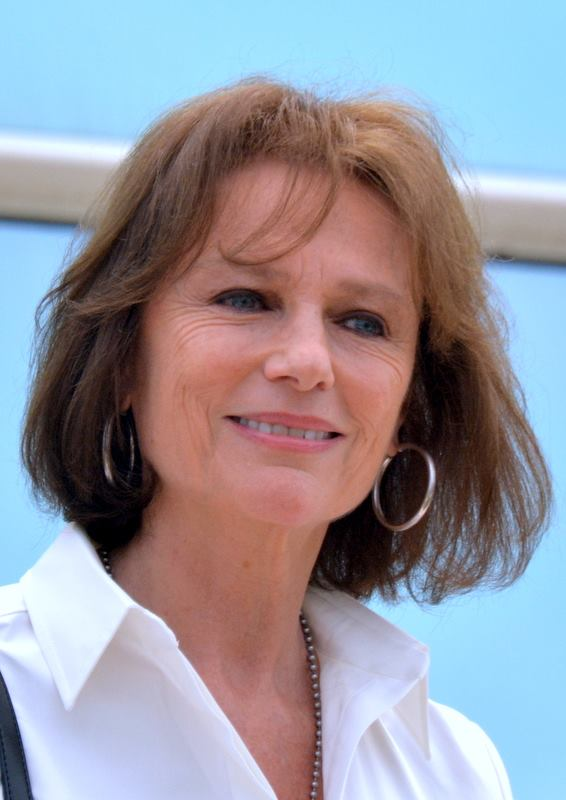
Jacqueline Bisset na filmovém festivalu v Cannes (2017)

Na americké televizní obrazovky se v roce 1994 vrátila dramatem Dovolená bez návratu a na přelomu tisíciletí se také objevila ve dvou filmech s biblickým žánrem. V roce 1999 ztvárnila Panu Marii v dobrodružném snímku Biblické příběhy: Ježíš a o rok později hrála Sáru, manželku Abrahámovu v dramatu Na počátku. V roce 2003 se objevila i v polodokumentárním životopisném snímku Americký princ JFK Jr. (2003) o životě Johna F. Kennedyho Jr., kde ztvárnila Jacqueline Kennedyovou Onassisovou (jeho matku).
V roce 2008 jí na Bostonském filmovém festivalu vynesl válečný snímek Zamilovaná smrt cenu pro nejlepší herečku a o dva roky později byla oceněna také Řádem Čestné legie, kdy ji tehdejší francouzský prezident Nicolas Sarkozy nazval „ikonou filmu“. V roce 2013 se konečně dočkala Zlatého glóbu za seriál Dancing on the Edge.
Své zatím poslední ocenění získala v roce 2022 na filmovém festivalu Coronado Island. Stále se věnuje herectví a kariéru se ukončit nechystá.

## Osobní život
Jacqueline Bisset se nikdy nevdala, ale měla spoustu dlouhodobých vztahů:
- Michael Sarrazin (1967–1973) – francouzsko-kanadský herec
- Victor Drai (1970–1980) – marocký realitní magnát
- Alexander Godunov (1981–1988) – ruský tanečník a herec[4]
- Vincent Perez (1988–1992) – švýcarský herec[5]
- Emin Boztepe (1994–2005, 2007–2008) – turecký instruktor bojových umění[6]

## Zajímavosti
Jacqueline Bisset je také kmotrou známé americké herečky Angeliny Jolie.

## Filmografie (výběr)

### Filmy
- 1969 Poprvé (v originále The First Time), (režie James Neilson)
- 1970 Letiště (v originále Airport), (režie George Seaton a Henry Hathaway)
- 1970 The Grasshopper (režie Jerry Paris)
- 1971 Koncert pro Satana (v originále The Mephisto Waltz), (režie Paul Wendkos)
- 1971 Believe in Me (režie Stuart Hagmann)
- 1971 Secrets (režie Philip Saville)
- 1972 Stand Up and Be Counted (režie Jackie Cooper)
- 1972 Život a doba soudce Roye Beana (v originále The Life and Times of Judge Roy Bean), (režie John Huston)
- 1973 Americká noc (v originále La Nuit américaine ), (režie François Truffaut)
- 1973 Muž z Acapulca (v originále Le Magnifique), (režie Philippe de Broca)
- 1975 Točité schodiště (v originále The Spiral Staircase), (režie Peter Collinson)
- 1975 Soudce a jeho kat (v originále Der Richter und sein Henker), (režie Maximilian Schell)
- 1975 Paní z neděle (v originále La Donna della domenica), (režie Luigi Comencini)
- 1976 Nedokončená novela (v originále St. Ives), (režie J. Lee Thompson)
- 1977 Hlubina (v originále The Deep), (režie Peter Yates)
- 1978 Řecký magnát (v originále The Greek Tycoon), (režie J. Lee Thompson)
- 1978 Kdo zabíjí nejlepší evropské šéfkuchaře? (v originále Who Is Killing the Great Chefs of Europe?), (režie Ted Kotcheff)
- 1980 Když se čas naplnil (v originále When Time Ran Out...), (režie James Goldstone)
- 1980 Inchon (režie Terence Young)
- 1981 Bohaté a slavné (v originále Rich and Famous), (režie George Cukor)
- 1983 Třída (v originále Class), (režie Lewis John Carlino)
- 1984 Ve stínu vulkánu (v originále Under the Volcano), (režie John Huston)
- 1984 Forbidden (režie Anthony Page)
- 1987 Letní sezóna (v originále High Season), (režie Clare Peploe)
- 1988 La Maison de jade (v originále The House of Jade), (režie Nadine Trintignant)
- 1989 Scenes from the Class Struggle in Beverly Hills (režie Paul Bartel)
- 1993 Hoffman's honger (režie Leon de Winter)
- 2001 The Sleepy Time Gal (v originále Dancing at the Harvest Moon), (režie Christopher Munch)
- 2002 Tančírna Podzimní úplněk (režie Bobby Roth)
- 2003 Swing (režie Martin Guigui)
- 2014 Vítejte v New Yorku (v originále Welcome to New York), (režie Abel Ferrara)
- 2020 Messe basse (v originále The Lodger), (režie Baptiste Drapeau)
- 2022 Loren & Rose (režie Russell Brown)

### TV filmy
- 1985 Anna Karenina (režie Simon Langton)
- 1986 Výběr (v originále Choices), (režie David Lowell Rich)
- 1990 Pokojská (v originále The Maid), (režie Ian Toynton)
- 1993 Obchod se zločinem (v originále Crimebroker), (režie Ian Barry)
- 1994 Dovolená bez návratu (v originále Leave of Absence), (režie Tom McLoughlin)
- 1997 End of Summer (režie Linda Yellen)
- 1999 Hon na čarodějnice (v originále Witch Hunt), (režie Scott Hartford-Davis)
- 1999 Johanka z Arku (v originále Joan of Arc), (režie Christian Duguay)
- 1999 Biblické příběhy: Ježíš (v originále Jesus), (režie Roger Young a Serge Moati)
- 2000 Sex a paní X (v originále Sex & Mrs. X), (režie Arthur Allan Seidelman)
- 2000 Na počátku (v originále In the Beginning), (režie Kevin Connor)
- 2010 Staromódní Vánoce (v originále An Old Fashioned Christmas), (režie Don McBrearty)